# 낙타의 눈물
낙타의 눈물(Die Geschichte Vom Weinenden Kamel, The Story Of The Weeping Camel)은 미국에서 제작된 루이기 팔로니 감독의 2003년 다큐멘터리, 드라마 영화이다. 얀치브 아유자나 등이 주연으로 출연하였고 토비아스 사이버트 등이 제작에 참여하였다.

## 출연

### 주연
- 얀치브 아유자나
- 치메드 오인

### 조연
- 암가바자 곤존